# Trabersdorf
Trabersdorf (früher auch Trubersdorf) ist eine Ortschaft und eine Katastralgemeinde der Stadtgemeinde Raabs an der Thaya im Bezirk Waidhofen an der Thaya im niederösterreichischen Waldviertel mit 14 Einwohnern (Stand 1. Jänner 2024).

## Geografie
Im von der Landesstraße L8073 über die Stichstraße L8074 erreichbaren Weiler entspringt der Kobergraben, der sodann nach Primmersdorf fließt, wo er in die Thaya mündet. Am 1. April 2020 umfasste die Ortschaft 7 Adressen.

## Geschichte
Der Ort wurde erstmals 1395 urkundlich genannt, dürfte aber knapp 200 Jahre älter und damals mit neun Gehöften angelegt worden sein, von denen im 20. Jahrhundert aber nur mehr drei existierten. Der Gutshof im Nordosten entstand erst knapp nach 1900, als Eduard Grohs, damaliger Besitzer der Herrschaft Primmersdorf, zwischen 1889 und 1903 hier sechs Höfe erwarb und zusammenlegte.
Im Jahr 1822 wurde der Ort als Dorf mit elf Häusern genannt, das nach Eibenstein eingepfarrt war, wohin auch die Kinder eingeschult wurden. Die Herrschaft Drosendorf besaß die Ortsobrigkeit, übte die Landgerichtsbarkeit aus, besorgte die Konskription und hatte die Grundherrschaft inne.
Laut Adressbuch von Österreich war im Jahr 1938 in Trabersdorf neben dem genannten Gutshof noch ein Landwirt mit Direktvertrieb ansässig. Um 1850 konstituierten sich die Katastralgemeinden Primmersdorf, Trabersdorf und Zabernreith zur Gemeinde Zabernreith. Im Rahmen der Niederösterreichischen Kommunalstrukturverbesserung trat diese Gemeinde per 1. Jänner 1971 der Stadtgemeinde Raabs an der Thaya bei.

## Siedlungsentwicklung
Zum Jahreswechsel 1979/1980 befanden sich in der Katastralgemeinde Trabersdorf insgesamt 12 Bauflächen mit 6.550 m² und 13 Gärten auf 16.256 m², 1989/1990 gab es 11 Bauflächen. 1999/2000 war die Zahl der Bauflächen auf 16 angewachsen und 2009/2010 bestanden 14 Gebäude auf 34 Bauflächen.

## Bodennutzung
Die Katastralgemeinde ist landwirtschaftlich geprägt. 161 Hektar wurden zum Jahreswechsel 1979/1980 landwirtschaftlich genutzt und 38 Hektar waren forstwirtschaftlich geführte Waldflächen. 1999/2000 wurde auf 153 Hektar Landwirtschaft betrieben und 39 Hektar waren als forstwirtschaftlich genutzte Flächen ausgewiesen. Ende 2018 waren 151 Hektar als landwirtschaftliche Flächen genutzt und Forstwirtschaft wurde auf 39 Hektar betrieben. Die durchschnittliche Bodenklimazahl von Trabersdorf beträgt 41 (Stand 2010).

## Geologie
Östlich des Ortes befand sich früher ein Steinbruch, in dem Marmor gebrochen wurde. Der Stein wurde in einer bei Primmersdorf gelegenen Steinschleiferei weiterverarbeitet. Weiters werden um Trabersdorf immer wieder Jaspis, Achate und Opale aufgefunden, was auf Verwerfungen im Untergrund schließen lässt. Auch treten hier mehrere Graphitadern zu Tage.